# Mistrzostwa Europy w Biathlonie 2002
Mistrzostwa Europy w Biathlonie 2002 odbyły się w fińskiej miejscowości Kontiolahti, w dniach 6 marca - 10 marca 2002 roku. Rozegrane zostały 4 konkurencje: bieg indywidualny, bieg sprinterski, bieg pościgowy i bieg sztafetowy. Wszystkie konkurencje zostały rozegrane dla mężczyzn i kobiet seniorów oraz juniorów. W sumie odbyło się 16 biegów.

## Wyniki kobiet

### Bieg sprinterski – 7,5 km[1]
- Data: 6 marca 2002

| Medal | Zawodnik             | Narodowość | Strzelanie | Wynik   | Strata  |
| ----- | -------------------- | ---------- | ---------- | ------- | ------- |
|       | Irina Malgina        | Rosja      | 1+0        | 24:22,3 |         |
|       | Radka Popowa         | Bułgaria   | 0+1        | 25:13,3 | +51,0   |
|       | Liv-Kjersti Eikeland | Norwegia   | 0+0        | 25:33,1 | 1:10,8  |
| ...   | ...                  | ...        | ...        | ...     | ...     |
| 5.    | Anna Stera-Kustusz   | Polska     | 0+1        | 25:42,9 | +1:20,6 |
| 11.   | Magdalena Grzywa     | Polska     | 0+1        | 26:23,1 | +2:00,8 |
| 24.   | Magdalena Gwizdoń    | Polska     | 2+2        | 27:40,9 | +3:18,6 |
| 34.   | Beata Kiełtyka       | Polska     | 1+1        | 28:51,4 | +4:29,1 |

### Bieg pościgowy – 10 km[2]
- Data: 7 marca 2002

| Medal | Zawodnik           | Narodowość | Strzelanie | Wynik   | Strata  |
| ----- | ------------------ | ---------- | ---------- | ------- | ------- |
|       | Irina Malgina      | Rosja      | 0+0+2+0    | 33:30,0 |         |
|       | Radka Popowa       | Bułgaria   | 0+1+1+4    | 35:59,9 | +2:29,9 |
|       | Olga Romaśko       | Rosja      | 1+1+2+0    | 36:15,6 | +2:45,6 |
| ...   | ...                | ...        | ...        | ...     | ...     |
| 6.    | Anna Stera-Kustusz | Polska     | 0+1+2+1    | 36:34,1 | +3:04,1 |
| 8.    | Magdalena Grzywa   | Polska     | 0+0+1+1    | 37:03,0 | +3:33,0 |
| 15.   | Magdalena Gwizdoń  | Polska     | 3+0+0+0    | 38:03,0 | +4:33,0 |
| 36.   | Beata Kiełtyka     | Polska     | 0+0+1+3    | 42:39,9 | +9:09,9 |

### Bieg indywidualny – 15 km[3]
- Data: 9 marca 2002

| Medal | Zawodnik           | Narodowość | Strzelanie | Wynik   | Strata  |
| ----- | ------------------ | ---------- | ---------- | ------- | ------- |
|       | Radka Popowa       | Bułgaria   | 0+1+0+0    | 48:58,2 |         |
|       | Irina Malgina      | Rosja      | 0+1+0+2    | 50:33,6 | +1:35,4 |
|       | Irena Česneková    | Czechy     | 2+0+0+1    | 52:00,4 | +3:02,2 |
| ...   | ...                | ...        | ...        | ...     | ...     |
| 10.   | Anna Stera-Kustusz | Polska     | 0+2+1+1    | 52:58,5 | +4:00,3 |
| 13.   | Magdalena Gwizdoń  | Polska     | 2+2+1+0    | 53:28,7 | +4:30,5 |
| 18.   | Magdalena Grzywa   | Polska     | 0+1+1+2    | 54:48,8 | +5:50,6 |
| 34.   | Beata Kiełtyka     | Polska     | 0+3+0+0    | 58:21,4 | +9:23,2 |

### Bieg sztafetowy – 4 × 7,5 km[4]
- Data: 10 marca 2002

| Medal | Drużyna                                                                             | Strzelanie                               | Wynik     | Strata  |
| ----- | ----------------------------------------------------------------------------------- | ---------------------------------------- | --------- | ------- |
|       | Niemcy · Ina Menzel · Janet Klein · Simone Denkinger · Sabrina Buchholz             | 0+4 3+6 0+0 0+0 0+3 3+3 0+0 0+1 0+1 0+2  | 1:42:02,5 |         |
|       | Rosja · Irina Malgina · Julia Makarowa · Lilija Jefremowa · Olga Romaśko            | 1+7 2+6 1+2 0+1 0+0 0+1 0+3 0+1 0+2 2+3  | 1:42:22,8 | +20,3   |
|       | Ukraina · Iryna Merkuszina · Nina Łemesz · Oksana Chwostenko · Oksana Jakowlewa     | 0+6 0+3 0+3 0+0 0+0 0+0 0+1 0+1 0+2 0+2  | 1:42:35,3 | +32,8   |
| ...   | ...                                                                                 | ...                                      | ...       | ...     |
| 7.    | Polska · Magdalena Gwizdoń · Magdalena Grzywa · Beata Kiełtyka · Anna Stera-Kustusz | 2+6 1+11 2+3 1+3 0+3 0+3 0+0 0+2 0+0 0+3 | 1:46:55,8 | +4:53,3 |

## Wyniki kobiet (juniorki)

### Bieg sprinterski – 7,5 km[5]
- Data: 6 marca 2002

| Medal | Zawodnik           | Narodowość | Strzelanie | Wynik   | Strata  |
| ----- | ------------------ | ---------- | ---------- | ------- | ------- |
|       | Magda Rezlerová    | Czechy     | 0+2        | 25:49,1 |         |
|       | Zuzana Hasillová   | Słowacja   | 1+0        | 27:07,0 | +1:17,9 |
|       | Barbara Ertl       | Niemcy     | 0+0        | 27:48,0 | +1:58,9 |
| ...   | ...                | ...        | ...        | ...     | ...     |
| 8.    | Katarzyna Ponikwia | Polska     | 2+0        | 28:12,2 | +2:23,1 |
| 12.   | Bernadetta Bednarz | Polska     | 0+1        | 28:33,6 | +2:44,5 |
| 23.   | Magdalena Nykiel   | Polska     | 1+2        | 29:52,7 | +4:03,6 |
| 24.   | Paulina Bobak      | Polska     | 1+1        | 30:04,4 | +4:15,3 |

### Bieg pościgowy – 10 km[6]
- Data: 7 marca 2002

| Medal | Zawodnik           | Narodowość | Strzelanie | Wynik   | Strata  |
| ----- | ------------------ | ---------- | ---------- | ------- | ------- |
|       | Magda Rezlerová    | Czechy     | 1+1+1+1    | 35:16,7 |         |
|       | Zuzana Hasillová   | Słowacja   | 1+1+0+1    | 37:34,6 | +2:17,9 |
|       | Barbara Ertl       | Niemcy     | 0+0+0+0    | 37:59,3 | +2:42,6 |
| ...   | ...                | ...        | ...        | ...     | ...     |
| 10.   | Katarzyna Ponikwia | Polska     | 1+1+1+2    | 39:55,2 | +4:38,5 |
| 18.   | Bernadetta Bednarz | Polska     | 0+1+2+1    | 41:06,6 | +5:49,9 |
| 22.   | Magdalena Nykiel   | Polska     | 1+0+1+2    | 42:43,4 | +7:26,7 |
| 23.   | Paulina Bobak      | Polska     | 0+2+1+1    | 43:45,3 | +8:28,6 |

### Bieg indywidualny – 15 km[7]
- Data: 9 marca 2002

| Medal | Zawodnik           | Narodowość | Strzelanie | Wynik   | Strata  |
| ----- | ------------------ | ---------- | ---------- | ------- | ------- |
|       | Jenny Adler        | Niemcy     | 1+1+1+0    | 45:00,3 |         |
|       | Ludmiła Anańka     | Białoruś   | 0+0+1+0    | 45:05,5 | +5,2    |
|       | Barbara Ertl       | Niemcy     | 0+0+0+1    | 45:11,7 | +11,4   |
| ...   | ...                | ...        | ...        | ...     | ...     |
| 16.   | Tiffany Tyrała     | Polska     | 0+2+0+3    | 51:53,9 | +6:53,6 |
| 20.   | Bernadetta Bednarz | Polska     | 2+2+3+1    | 53:16,0 | +8:15,7 |

### Bieg sztafetowy – 3 × 7,5 km[8]
- Data: 10 marca 2002

| Medal | Drużyna                                                          | Strzelanie                      | Wynik     | Strata  |
| ----- | ---------------------------------------------------------------- | ------------------------------- | --------- | ------- |
|       | Niemcy · Katharina Echter · Barbara Ertl · Jenny Adler           | 0+3 0+2 0+3 0+2 0+0 0+0 0+0 0+0 | 1:19:08,0 |         |
|       | Rosja · Jelena Dawgul · Uljana Dienisowa · Nadieżda Czastina     | 0+5 1+7 0+0 0+1 0+2 1+3 0+3 0+3 | 1:20:14,2 | +1:06,2 |
|       | Białoruś · Ludmiła Anańka · Tacciana Szyntar · Ludmiła Kalinczyk | 0+4 0+2 0+2 0+1 0+0 0+0         | 1:22:55,9 | +3:47,9 |
| ...   | ...                                                              | ...                             | ...       | ...     |
| 5.    | Polska · Katarzyna Ponikwia · Paulina Bobak · Bernadetta Bednarz | 1+5 2+6 0+1 2+3 0+1 0+2 1+3 0+1 | 1:26:05,0 | +6:57,0 |

## Wyniki mężczyzn

### Bieg sprinterski – 10 km[9]
- Data: 6 marca 2002

| Medal | Zawodnik          | Narodowość | Strzelanie | Wynik   | Strata  |
| ----- | ----------------- | ---------- | ---------- | ------- | ------- |
|       | Oļegs Maļuhins    | Łotwa      | 1+0        | 27:24,5 |         |
|       | Carsten Heymann   | Niemcy     | 0+1        | 27:34,7 | +10,2   |
|       | Tomasz Sikora     | Polska     | 0+0        | 27:45,5 | +21,0   |
| ...   | ...               | ...        | ...        | ...     | ...     |
| 10.   | Krzysztof Topór   | Polska     | 0+1        | 28:28,3 | +1:03,8 |
| 11.   | Wojciech Kozub    | Polska     | 0+1        | 28:39,0 | +1:14,5 |
| 43.   | Wiesław Ziemianin | Polska     | 1+2        | 31:17,8 | +3:53,3 |

### Bieg pościgowy – 12,5 km[10]
- Data: 7 marca 2002

| Medal | Zawodnik          | Narodowość | Strzelanie | Wynik   | Strata  |
| ----- | ----------------- | ---------- | ---------- | ------- | ------- |
|       | Oļegs Maļuhins    | Łotwa      | 1+0+3+1    | 36:36,4 |         |
|       | Carsten Heymann   | Niemcy     | 1+0+2+1    | 36:58,0 | +21,6   |
|       | Ilmārs Bricis     | Łotwa      | 0+1+2+0    | 37:26,5 | +50,1   |
| 4.    | Tomasz Sikora     | Polska     | 0+4+0+1    | 37:36,9 | +1:00,5 |
| ...   | ...               | ...        | ...        | ...     | ...     |
| 7.    | Wojciech Kozub    | Polska     | 2+0+0+1    | 38:06,5 | +1:30,1 |
| 21.   | Krzysztof Topór   | Polska     | 2+1+1+2    | 39:22,0 | +2:45,6 |
| 38.   | Wiesław Ziemianin | Polska     | 3+0+2+1    | 43:14,0 | +6:37,6 |

### Bieg indywidualny – 20 km[11]
- Data: 9 marca 2002

| Medal | Zawodnik          | Narodowość | Strzelanie | Wynik     | Strata   |
| ----- | ----------------- | ---------- | ---------- | --------- | -------- |
|       | Andrij Deryzemla  | Ukraina    | 0+0+0+2    | 56:55,5   |          |
|       | Tomasz Sikora     | Polska     | 0+2+0+1    | 58:20,1   | +1:24,6  |
|       | Wojciech Kozub    | Polska     | 1+2+1+1    | 59:39,7   | +2:44,2  |
| ...   | ...               | ...        | ...        | ...       | ...      |
| 29.   | Wiesław Ziemianin | Polska     | 2+2+1+2    | 1:03:42,9 | +6:47,4  |
| 44.   | Ryszard Szary     | Polska     | 0+3+2+4    | 1:07:26,4 | +10:30,9 |

### Bieg sztafetowy – 4 × 7,5 km[12]
- Data: 10 marca 2002

| Medal | Drużyna                                                                           | Strzelanie                              | Wynik     | Strata  |
| ----- | --------------------------------------------------------------------------------- | --------------------------------------- | --------- | ------- |
|       | Niemcy · Daniel Graf · Carsten Heymann · Andreas Stitzl · Andreas Birnbacher      | 0+5 1+8 0+1 0+2 0+1 0+3 0+0 1+3 0+3 0+0 | 1:26:55,1 |         |
|       | Ukraina · Rusłan Łysenko · Ołeksandr Biłanenko · Roman Pryma · Wjaczesław Derkacz | 0+2 1+6 0+0 0+0 0+0 0+1 0+2 0+2 0+0 1+3 | 1:27:07,1 | +12,0   |
|       | Łotwa · Oļegs Maļuhins · Gundars Upenieks · Ilmārs Bricis · Jēkabs Nākums         | 0+6 1+6 0+2 0+0 0+1 0+2 0+1 1+3 0+2 0+1 | 1:27:11,3 | +16,2   |
| ...   | ...                                                                               | ...                                     | ...       | ...     |
| 9.    | Polska · Wiesław Ziemianin · Tomasz Sikora · Krzysztof Topór · Wojciech Kozub     | 1+9 3+7 0+2 1+3 1+3 0+1 0+2 2+3 0+2 0+0 | 1:29:36,5 | +2:41,4 |

## Wyniki mężczyzn (juniorzy)

### Bieg sprinterski – 10 km[13]
- Data: 6 marca 2002

| Medal | Zawodnik            | Narodowość | Strzelanie | Wynik   | Strata  |
| ----- | ------------------- | ---------- | ---------- | ------- | ------- |
|       | Andriej Makowiejew  | Rosja      | 1+1        | 28:56,9 |         |
|       | Michael Rösch       | Niemcy     | 1+1        | 29:08,7 | +11,8   |
|       | Dušan Šimočko       | Słowacja   | 0+0        | 29:19,8 | +22,9   |
| ...   | ...                 | ...        | ...        | ...     | ...     |
| 35.   | Krzysztof Pływaczyk | Polska     | 1+2        | 32:34,3 | +3:37,4 |
| 37.   | Adam Szary          | Polska     | 1+3        | 32:48,6 | +3:51,7 |
| 42.   | Łukasz Wojaczek     | Polska     | 2+3        | 33:58,5 | +5:01,6 |
| 43.   | Łukasz Matysek      | Polska     | 3+2        | 34:41,7 | +5:44,8 |

### Bieg pościgowy – 12,5 km[14]
- Data: 7 marca 2002

| Medal | Zawodnik            | Narodowość | Strzelanie | Wynik   | Strata  |
| ----- | ------------------- | ---------- | ---------- | ------- | ------- |
|       | Michael Rösch       | Niemcy     | 2+1+1+1    | 38:43,6 |         |
|       | Dušan Šimočko       | Słowacja   | 0+1+0+2    | 39:03,8 | +20,2   |
|       | Hansjörg Reuter     | Niemcy     | 1+2+0+0    | 39:19,0 | +35,4   |
| ...   | ...                 | ...        | ...        | ...     | ...     |
| 31.   | Krzysztof Pływaczyk | Polska     | 1+1+2+1    | 44:32,1 | +5:48,5 |
| 38.   | Adam Szary          | Polska     | 3+1+3+1    | 46:51,5 | +8:07,9 |

### Bieg indywidualny – 20 km[15]
- Data: 9 marca 2002

| Medal | Zawodnik            | Narodowość | Strzelanie | Wynik   | Strata  |
| ----- | ------------------- | ---------- | ---------- | ------- | ------- |
|       | Maksim Czudow       | Rosja      | 1+1+1+0    | 44:41,9 |         |
|       | Hansjörg Reuter     | Niemcy     | 0+0+2+1    | 45:31,6 | +49,7   |
|       | Jānis Bērziņš       | Łotwa      | 1+0+0+1    | 45:52,1 | +1:10,2 |
| ...   | ...                 | ...        | ...        | ...     | ...     |
| 26.   | Łukasz Wojaczek     | Polska     | 1+1+1+3    | 51:15,2 | +6:33,3 |
| 29.   | Andrzej Kubica      | Polska     | 1+3+0+1    | 51:31,7 | +6:49,8 |
| 38.   | Krzysztof Pływaczyk | Polska     | 0+0+2+5    | 52:14,9 | +7:33,0 |
| 41.   | Łukasz Matysek      | Polska     | 3+2+2+2    | 54:03,7 | +9:21,8 |

### Bieg sztafetowy – 4 × 7,5 km[16]
- Data: 10 marca 2002

| Medal | Drużyna                                                                           | Strzelanie                               | Wynik     | Strata  |
| ----- | --------------------------------------------------------------------------------- | ---------------------------------------- | --------- | ------- |
|       | Rosja · Artiom Gusiew · Andriej Makowiejew · Aleksander Kudraszew · Maksim Czudow | 1+6 0+9 0+0 0+3 1+3 0+3 0+1 0+3 0+2 0+0  | 1:30:06,4 |         |
|       | Niemcy · Michael Rösch · Robert Wick · Hansjörg Reuter · Markus Neumaier          | 1+11 0+7 0+3 0+2 0+2 0+2 0+3 0+1 1+3 0+2 | 1:30:45,2 | +38,8   |
|       | Łotwa · Jānis Pleikšnis · Jānis Bērziņš · Edgars Piksons · Kristaps Lībietis      | 0+9 1+9 0+2 0+2 0+1 0+1 0+3 1+3 0+3 0+3  | 1:33:19,6 | +3:13,2 |
| ...   | ...                                                                               | ...                                      | ...       | ...     |
| 7.    | Polska · Adam Szary · Łukasz Matysek · Łukasz Wojaczek · Krzysztof Pływaczyk      | 3+9 1+8 0+2 1+3 1+3 0+1 2+3 0+2 0+1 0+2  | 1:39:05,4 | +8:59,0 |

## Tabela Medalowa
| Miejsce | Państwo  |   |   |   | Razem |
| ------- | -------- | - | - | - | ----- |
| 1.      | Niemcy   | 5 | 5 | 4 | 12    |
| 2.      | Rosja    | 5 | 3 | 1 | 9     |
| 3.      | Łotwa    | 2 |   | 4 | 6     |
| 4.      | Czechy   | 2 |   | 1 | 3     |
| 5.      | Bułgaria | 1 | 2 |   | 3     |
| 6.      | Ukraina  | 1 | 1 | 1 | 3     |
| 7.      | Słowacja |   | 3 | 1 | 4     |
| 8.      | Polska   |   | 1 | 2 | 3     |
| 9.      | Białoruś |   | 1 | 1 | 2     |
| 10.     | Norwegia |   |   | 1 | 1     |